# Mary Harrison McKee
Mary Harrison McKee (Indianapolis, 3 april 1858 – aldaar, 28 oktober 1930) was de dochter van de Amerikaanse president Benjamin Harrison en first lady van het land toen haar moeder ziek was en na haar dood in 1892 tot de ambstermijn van haar vader over was in 1893.
In november 1884 trouwde ze met James Robert McKee, een van de medeoprichters van de General Electric Company. Ze hadden twee kinderen, Benjamin Harrison McKee en Mary Lodge McKee. Ze is de meest recente first lady die niet de vrouw van de president was.
Martha Washington ·
Abigail Adams ·
Martha Jefferson Randolph ·
Dolley Madison ·
Elizabeth Kortright Monroe ·
Louisa Adams ·
Emily Donelson ·
Sarah Yorke Jackson ·
Angelica Van Buren ·
Anna Harrison ·
Letitia Tyler ·
Priscilla Tyler ·
Julia Tyler ·
Sarah Polk ·
Margaret Taylor ·
Abigail Fillmore ·
Jane Pierce ·
Harriet Lane ·
Mary Lincoln ·
Eliza Johnson ·
Julia Grant ·
Lucy Hayes ·
Lucretia Garfield ·
Mary McElroy ·
Rose Cleveland ·
Frances Cleveland ·
Caroline Harrison ·
Mary Harrison McKee ·
Ida McKinley ·
Edith Roosevelt ·
Helen Taft ·
Ellen Wilson ·
Edith Wilson ·
Florence Harding ·
Grace Coolidge ·
Lou Hoover ·
Eleanor Roosevelt ·
Bess Truman ·
Mamie Eisenhower ·
Jacqueline Kennedy ·
Lady Bird Johnson ·
Pat Nixon ·
Betty Ford ·
Rosalynn Carter ·
Nancy Reagan ·
Barbara Bush ·
Hillary Clinton ·
Laura Bush ·
Michelle Obama ·
Melania Trump ·
Jill Biden ·
Melania Trump
- International Standard Name Identifier: 0000 0000 5204 5375
- Library of Congress Control Number: no97026103
- Nederlandse Thesaurus van Auteursnamen: 124883141
- SNAC: w6dv27v1
- Union List of Artist Names: 500044502
- Virtual International Authority File: 2070278
- WorldCat: E39PBJqBm9Rm9jtBj3KhFqJqwC